# Gymnastique rythmique aux Jeux olympiques d'été de 2016
Pour des articles plus généraux, voir Gymnastique rythmique aux Jeux olympiques et Gymnastique aux Jeux olympiques d'été de 2016.
Navigation
Londres 2012 Tokyo 2020
Les compétitions de gymnastique rythmique des Jeux olympiques d'été de 2016 organisés à  Rio de Janeiro (Brésil), se déroulent à l'Arena Olímpica do Rio du 19 au 21 août 2016.

## Programme
| Q | Qualification | F | Finale |

| Épreuve↓/Date →             | Ven. 19 | Sam. 20 | Dim. 21 |
| --------------------------- | ------- | ------- | ------- |
| Concours général individuel | Q       | F       |         |
| Concours des ensembles      |         | Q       | F       |

| Date         | Heure       | Compétition                                      |
| ------------ | ----------- | ------------------------------------------------ |
| 19 août 2016 | 10:20-13:20 | Qualifications individuelles (cerceau et ballon) |
| 19 août 2016 | 14:50-17:50 | Qualifications individuelles (massues et ruban)  |
| 20 août 2016 | 10:00-11:10 | Qualifications des ensembles (rotation 1)        |
| 20 août 2016 | 12:40-13:50 | Qualifications des ensembles (rotation 2)        |
| 20 août 2016 | 15:20-17:45 | Finale concours général individuel               |
| 21 août 2016 | 13:00-14:45 | Finale concours général des ensembles            |

## Podiums
| Épreuves                                        | Or                                                                                                 | Argent                                                                               | Bronze                                                                                               |
| ----------------------------------------------- | -------------------------------------------------------------------------------------------------- | ------------------------------------------------------------------------------------ | --- |
| Concours général individuel résultats détaillés | Margarita Mamun Russie                                                                             | Yana Kudryavtseva Russie                                                             | Ganna Rizatdinova Ukraine                                                                            |
| Concours des ensembles résultats détaillés      | Russie Vera Biriukova Anastasia Blizniuk Anastasiia Maksimova Anastasiia Tatareva Maria Tolkacheva | Espagne Sandra Aguilar Artemi Gavezou Elena Lopez Lourdes Mohedano Alejandra Quereda | Bulgarie Reneta Kamberova Lyubomira Kazanova Mihaela Maevska Tsvetelina Naydenova Hristiana Todorova |

## Tableau des médailles
| Rang  | Nation   | Or | Argent | Bronze | Total |
| ----- | -------- | -- | ------ | ------ | ----- |
| 1     | Russie   | 2  | 1      | 0      | 3     |
| 2     | Espagne  | 0  | 1      | 0      | 1     |
| 3     | Bulgarie | 0  | 0      | 1      | 1     |
| 3     | Ukraine  | 0  | 0      | 1      | 1     |
| Total | Total    | 2  | 2      | 2      | 6     |